# Les Hauts-Geneveys
Pour les articles homonymes, voir Les Geneveys.
Les Hauts-Geneveys est une localité et une ancienne commune suisse du canton de Neuchâtel, située dans la région Val-de-Ruz.

## Géographie
Selon l'Office fédéral de la statistique, Les Hauts-Geneveys mesurait 7,95 km2. 6,3 % de cette superficie correspond à des surfaces d'habitat ou d'infrastructure, 48,7 % à des surfaces agricoles, 45,0 % à des surfaces boisées et 0,0 % à des surfaces improductives.
La Tête de Ran, qui culmine à 1 422 mètres d'altitude, se trouve sur le territoire de l'ancienne commune des Hauts-Geneveys.

## Histoire

Vue aérienne (1949).

Sous l'Ancien Régime, Les Hauts-Geneveys font partie de la Seigneurie de Valangin, puis de la mairie éponyme. En 1478, le canton de Berne intervient pour résoudre un conflit qui oppose depuis plusieurs décennies Jean d'Aarberg, seigneur de Valangin, aux Hauts-Geneveys à propos d'une question de taxation.
Sur le plan religieux, les Hauts-Geneveys ont d'abord fait partie de la paroisse de Fontaines puis, à partir de 1961, de celle de Fontainemelon.
Le village est relié au réseau ferroviaire suisse depuis la construction de la ligne Neuchâtel-La Chaux-de-Fonds en 1860. À partir de 1903, le village est, avec Villiers, l'un des terminus du Tramway du Val-de-Ruz. Ce tramway est remplacé par un trolleybus en 1948, puis par un autobus en 1984.
Des quartiers résidentiels sont construits sur le territoire de la commune dès 1975.
En 1994, la construction du tunnel de la Vue-des-Alpes amène la réalisation d'une route d'accès sur le territoire communal.
Le 1er janvier 2013, la commune a fusionné avec celles de Boudevilliers, Cernier, Chézard-Saint-Martin, Coffrane, Dombresson, Engollon, Fenin-Vilars-Saules, Fontainemelon, Fontaines, Les Geneveys-sur-Coffrane, Montmollin, Le Pâquier, Savagnier et Villiers pour former la nouvelle commune de Val-de-Ruz.

## Transports

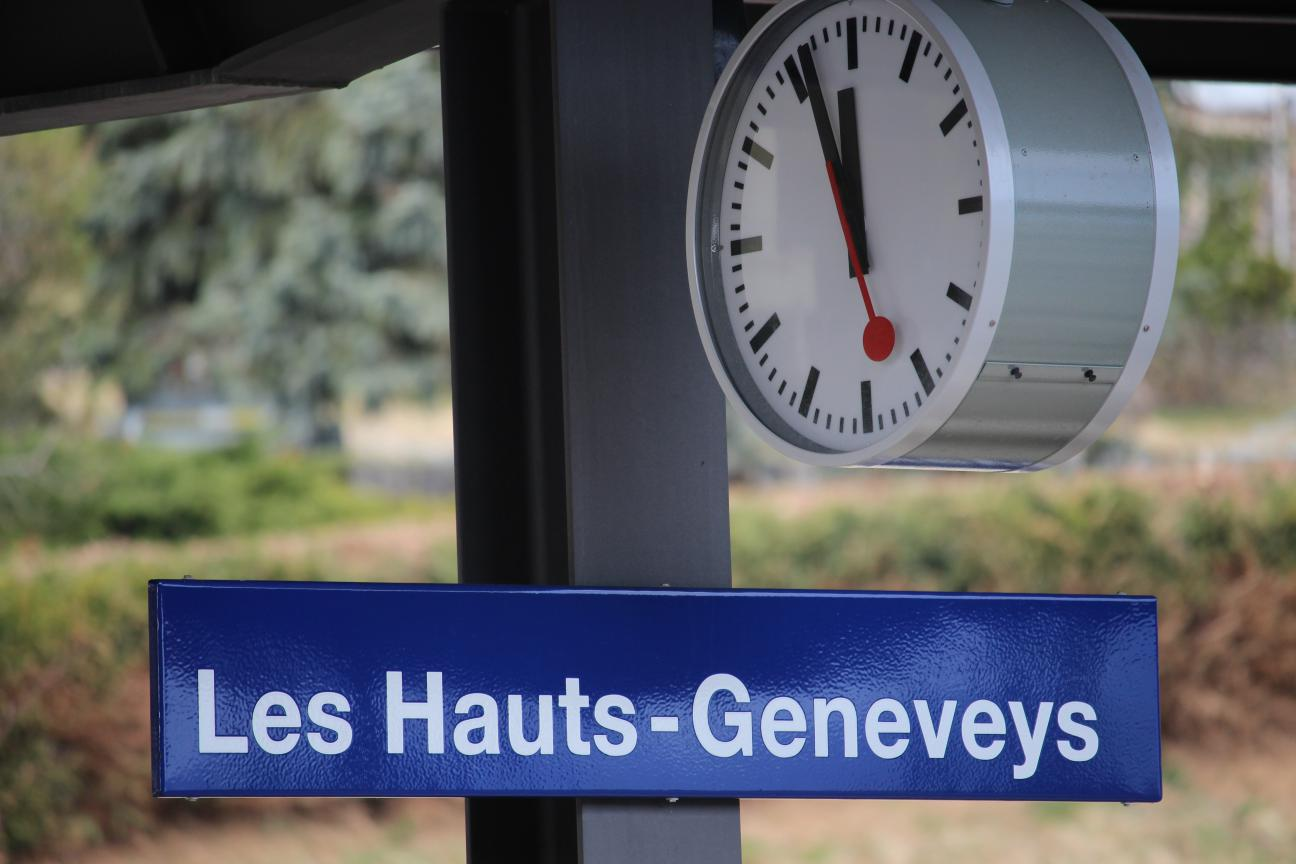
Panneau de la gare des Hauts-Geneveys.

La gare CFF des Hauts-Geneveys relie le Val-de-Ruz au réseau national, avec deux trains par heure pour chacune des deux directions (Neuchâtel et La Chaux-de-Fonds). Un bus relie au moins une fois par heure la gare à Cernier. 

## Démographie
Selon l'Office fédéral de la statistique, Les Hauts-Geneveys comptait 921 habitants fin 2022. Sa densité de population atteint 116 hab./km2.
Le graphique suivant résume l'évolution de la population de Les Hauts-Geneveys entre 1850 et 2008 :